# Сакаиминато
Сакаиминато (яп. 境港市 Сакаиминато-си) — город в Японии, находящийся в префектуре Тоттори. Площадь города составляет 28,79 км², население — 34 445 человек (1 августа 2014), плотность населения — 1196,42 чел./км².

## Географическое положение
Город расположен на острове Хонсю в префектуре Тоттори региона Тюгоку. С ним граничат города Йонаго, Мацуэ, Ясуги. Сакаиминато расположен на узком полуострове Юмигахама, отделяющим Японское море от озера Накауми. Выходит на пролив Сакаи.

## Население
Население города составляет 34 445 человек (1 августа 2014), а плотность — 1196,42 чел./км². Изменение численности населения с 1980 по 2005 годы:
| 1980 | 37 278 чел. |  |
| 1985 | 37 351 чел. |  |
| 1990 | 37 282 чел. |  |
| 1995 | 37 365 чел. |  |
| 2000 | 36 843 чел. |  |
| 2005 | 36 459 чел. |  |

## Известные уроженцы, жители
- Сёдзи, Уэда (1913 — 2000) — японский фотограф, сочетавший сюрреалистические композиционные элементы с реалистичным изображением.

## Символика
Деревом города считается японская черная сосна, цветком — хризантема.

## Транспорт
1. Станция JR Сакаиминато (пассажирское движение осуществляется рельсовыми автобусами, лайнерами и экспрессами до станций Йонаго, Тоттори и Окаяма)
2. В 15 мин. расположен аэропорт Ёнаго Китаро.
3. Существует регулярная паромная линия Владивосток-Тонхэ (Южная Корея)-Сакаиминато.
4. Ежедневное паромное сообщение с о-вами Окиносима (преф. Симанэ).
5. Периодически заходят круизные лайнеры.

## Достопримечательности
Сакаиминато знаменит своим художником-аниматором Сигэру Мидзуки, создавшим цикл произведений о мальчике Китаро. Кроме того, художник занимался сбором информации о всяческих монстрах, привидениях и нечисти Японии. Увлечению автора посвящена целая улица в Сакаиминато, которая так и называется — улица монстров. Был также создан музей Мидзуки Сигэру и снят сериал «Гэ-гэ-гэ но нёбо», рассказывающий о жизни писателя.

## Города-побратимы
- Хуньчунь, Китай
- Вонсан, КНДР